# Brooke Burns
Pour les articles homonymes, voir Burns.
Brooke Burns, née le 16 mars 1978 à Dallas, (Texas, États-Unis), est une actrice américaine, qui a autrefois été mannequin.

## Biographie
Ses parents s'appellent Brad et Betsy Burns. Elle a deux sœurs. Enfant, elle a pratiqué le ballet pendant 12 ans, jusqu'à ce qu'un incident de ski interrompe sa carrière. Elle a commencé comme mannequin à 15 ans.
Elle commence sa carrière d'actrice en jouant des petits rôles dans des séries indépendantes. Puis, elle intègre la distribution récurrente de la série à succès, Ally McBeal, pour quelques épisodes de la première saison. Elle rejoint par la suite le casting régulier de la célèbre série, Alerte à Malibu, pour les trois dernières saisons. En 2004, elle est l'actrice principale de la série : North Shore : Hôtel du Pacifique. Mais la série est annulée à cause des audiences insuffisantes.
Elle enchaîne ensuite les séries annulées comme Pepper Dennis (13 épisodes) ou encore Miss Guided (8 épisodes). Elle a fait depuis des apparitions dans Melrose Place : Nouvelle Génération, Les Experts : Miami et Drop Dead Diva, dans des téléfilms et des films indépendants.
Elle montre son talent de chanteuse dans un épisode de Pepper Dennis en chantant Love Shack, du groupe de rock The B-52's.
Elle présente le jeu Dog Eat Dog diffusé sur NBC au cours des été 2002 et 2003. Deux saisons et 26 épisodes composeront l'émission. En 2008-2009, elle co-présente le jeu Hole in the Wall diffusé sur FOX mais qui s'arrête prématurément après 1 saison de 10 épisodes. En 2011, elle co-présente un nouveau jeu nommé You Deserve It diffusé sur ABC. L'émission se compose de seulement 6 épisodes. Depuis 2013, elle présente le jeu The Chase diffusé sur Game Show Network ainsi que Motor City Masters sur TruTV, depuis 2014. Elle a également présenté quelques soirées évènementielles comme Miss Teen USA 2003, Radio Music Awards 2003, All-Star Celebrity Treasure Hunt ou encore Game Show Awards 2009.
Elle a épousé Julian McMahon, avec lequel elle a eu une fille, Madison Elizabeth McMahon, en 2000. Elle a été fiancée à Bruce Willis en 2003 - 2004. Elle est mariée depuis le 22 juin 2013 à Gavin O'Connor. Elle vit à Los Angeles.

## Carrière d'actrice

### Films
- 2001 : L'Amour extra-large (Shallow Hal) : Katrina
- 2005 : The Salon : Tami
- 2005 : J.F. partagerait appartement 2 : The Psycho (Single White Female 2: The Psycho) : Jan Lambert
- 2005 : Death to the Supermodels : Eva
- 2007 : Urban Decay : Sasha
- 2008 : The Art of Travel : Darlene Loren
- 2014 : Where Hope Grows : Amy Boone

### Séries télévisées
- 1997 : Conan : Lori (saison 1, épisode 7)
- 1997 : Ally McBeal : Jennifer Higgin (saison 1, épisodes 6 à 9)
- 1998-1999 : Alerte à Malibu (Baywatch) : Jessie Owens (saison 9)
- 1999 : Mortal Kombat : Lori (saison 1, épisode 14)
- 1999-2001 : Alerte à Hawaï (Baywatch Hawaii) : Jessie Owens
- 2002 : Men, Women & Dogs : Kristle (saison 1, épisode 13)
- 2002 : Les Enquêtes de Nero Wolfe (A Nero Wolfe Mystery) : Béatrice Epps (saison 2, épisodes 6 et 7)
- 2002-2003 : Voilà ! (Just Shoot Me!) : Kelly (saison 7, épisodes 04 et 21)
- 2003 : Spy Girls (She Spies) : Nicki Shields (saison 1, épisode 17)
- 2003 : Rock Me, Baby : Erin Rimsing (saison 1, épisode 8)
- 2004-2005 : North Shore : Hôtel du Pacifique (North Shore) : Nicole Booth
- 2006 : Modern Men : Angelica (saison 1, épisode 7)
- 2006 : Pepper Dennis : Kathy Dinkle
- 2008 : Miss Guided : Lisa Germain
- 2009 : Mistresses : Shannon Barnes (pilote non retenu pour devenir une série)
- 2009 : Les Experts : Miami : Bonnie Galinetti / Marci Reeger (saison 7, épisode 21)
- 2009 : Drop Dead Diva : Christy Jaclyn Talbot / Laura Willis (saison 1, épisode 12)
- 2009-2010 : Melrose Place : Nouvelle Génération : Vanessa Mancini (8 épisodes)
- 2015 : Community : La présentatrice (saison 6, épisode 8)

### Téléfilms
- 2006 : Héritage criminel (Murder on Spec) : Kate Graham
- 2007 : J'ai changé mon destin (Time and Again) : Anna Malone
- 2008 : L'Invité de Noël (The Most Wonderful Time of the Year) : Jennifer Cullen
- 2008 : L'Enfer du feu (en) (Trial by Fire / Smoke Jumper) : Kristin Scott
- 2009 : Nicole et Martha / Pour sortir du silence (Dancing Trees) : Nicole Davis
- 2010 : Titanic : Odyssée 2012 (Titanic II) : Dr Kim Patterson
- 2011 : Borderline Murder (it) : Abby Morgan
- 2011 : Un prince pas très charmant (Fixing Pete) : Ashley Boyd
- 2012 : Le Bodyguard de l'amour (Undercover Bridesmaid) : Tanya Harsin
- 2012 : Une star pour Noël (A Star for Christmas) : Skylar St. Jean
- 2013 : Le Parfum de la vengeance (A Sister's Revenge) : Suzanne Dunne
- 2018 : Décollage pour Noël (Christmas Connection) : Sydney

#### Série de téléfilms
- 2015-2020 : Enquêtes gourmandes (The Gourmet Detective) : Maggie Price
  - 2015 : Enquêtes gourmandes : Meurtre au menu (The Gourmet Detective) de Scott Smith
  - 2015 : Enquêtes gourmandes : Meurtre quatre étoiles (The Gourmet Detective: A Healthy Place to Die) de Scott Smith
  - 2016 : Enquêtes gourmandes : Meurtre al dente (The Gourmet Detective: Death Al Dente) de Terry Ingram
  - 2017 : Enquêtes gourmandes : Festin mortel (The Gourmet Detective : Eat, Drink & Be Buried) de Mark Jean
  - 2020 : Enquêtes gourmandes : Le secret du chef (The Gourmet Detective : Roux the Day) de Mark Jean

## Carrière de présentatrice
- 2002 - 2003 :  Dog Eat Dog
- 2003 : Miss Teen USA 2003
- 2003 : Radio Music Awards 2003
- 2008 - 2009 : Hole in the Wall
- 2009 : Game Show Awards 2009
- 2010 : All-Star Celebrity Treasure Hunt
- 2010 : Hair Battle Spectacular (saison 1)
- 2011 : You Deserve It
- 2013 - 2015 : The Chase
- 2014 : Motor City Masters
- 2020 : Master Minds